# Gregory Wilson
Gregory Wilson (...) è un regista, attore, sceneggiatore e produttore cinematografico statunitense.
Ha diretto due film: l'action Home Invaders, prodotto da Spike Lee, nel 2001 e il 'thriller La ragazza della porta accanto, nel 2007.

## Filmografia
- Home Invaders (2001)
- La ragazza della porta accanto (The Girl Next Door, 2007)